# Roman de Fauvel
Il Roman de Fauvel è un poema francese in ottosillabi composto tra la fine del XIII secolo e l'inizio del XIV secolo, attribuito a un funzionario della Cancelleria reale di Parigi, Gervais du Bus. La versione più nota è quella tramandata dal manoscritto Bnf fr. 146, che riporta un testo interpolato e intervallato da vari componimenti musicali. Le aggiunte sono firmate da un altro funzionario reale, Chaillou de Pesstain. Il Bnf fr. 146 è un codice di lusso, probabilmente concepito come regalo per l'incoronazione di uno dei figli di Filippo il Bello, ma di fatto rimasto incompleto. La specifica destinazione del codice attesta, tuttavia, come l'opera sia motivata da una forte vocazione propagandistica, nonché polemica nei confronti dell'operato di Filippo IV e del suo entourage.

## Trama
Il Roman de Fauvel si presenta come un'opera satirica e moraleggiante, indirizzata contro un personaggio fittizio, Fauvel per l’appunto, metà uomo e metà cavallo (ma le identità finiscono, volutamente, per confondersi), che ha assunto il potere sul mondo intero, condannandolo alla rovina. Dietro questa figura, in realtà, sembra celarsi Enguerrand de Marigny, potentissimo ministro di Filippo il Bello, avversato per via delle sue spregiudicate politiche fiscali. Il Roman de Fauvel, e specificamente nella versione conservata nel ms. BnF fr. 146, sarebbe dunque una sorta di speculum principis destinato al successore di Filippo, per denunciare, in maniera allusiva, i soprusi di Enguerrand e indurre il nuovo re a non ripetere gli errori del padre (soprattutto in materia fiscale). Per tale impostazione, la committenza dell'opera sembrano potersi ricondurre a un ambiente vicino a Carlo di Valois, fratello minore di Filippo e tenace oppositore di Enguerrand.
L'opera è in due libri, arricchiti, come si è detto, di alcuni interventi interpolatori nella versione del ms. BnF fr. 146. Il primo è incentrato sulla presentazione del cavallo Fauvel, di cui l'autore descrive la natura intrinsecamente peccaminosa, lamentando il fatto che l'intera società, dai nobili ai religiosi, ne è completamente soggiogata. Il risultato è che l'azione maligna di Fauvel ha bestourné il mondo - parola chiave del roman -, ovvero lo ha messo sottosopra, invertendo e vanificando l'intero sistema di valori su cui dovrebbe reggersi. Nel secondo, più narrativo, Fauvel cerca di stabilizzare il proprio status con un matrimonio di interesse, nientemeno che con la dea Fortuna, pensando che in tal modo si sarebbe sottratto all'oscillazione della sorte. Fortuna lo rifiuta, concedendogli invece in sposa una propria damigella, Vanagloria. Con lei Fauvel consuma la prima notte di nozze, mentre sotto la sua finestra si tiene un rumoroso charivari. Nell'interpolazione del ms. BnF fr. 146 il racconto dei festeggiamenti continua il giorno seguente, con la lunga descrizione di un torneo nel quale si sfidano i Vizi e le Virtù, che vede queste ultime vittoriose. Fauvel è costretto a battere in ritirata, ma non per questo si considera sconfitto, anzi continua a vivere e procreare ancora a lungo, disseminando nel mondo la sua discendenza. Il testo si chiude sulla preghiera dell'autore affinché Fauvel sia eliminato una volta per tutte e cessi la corruzione ch'egli opera sul mondo.

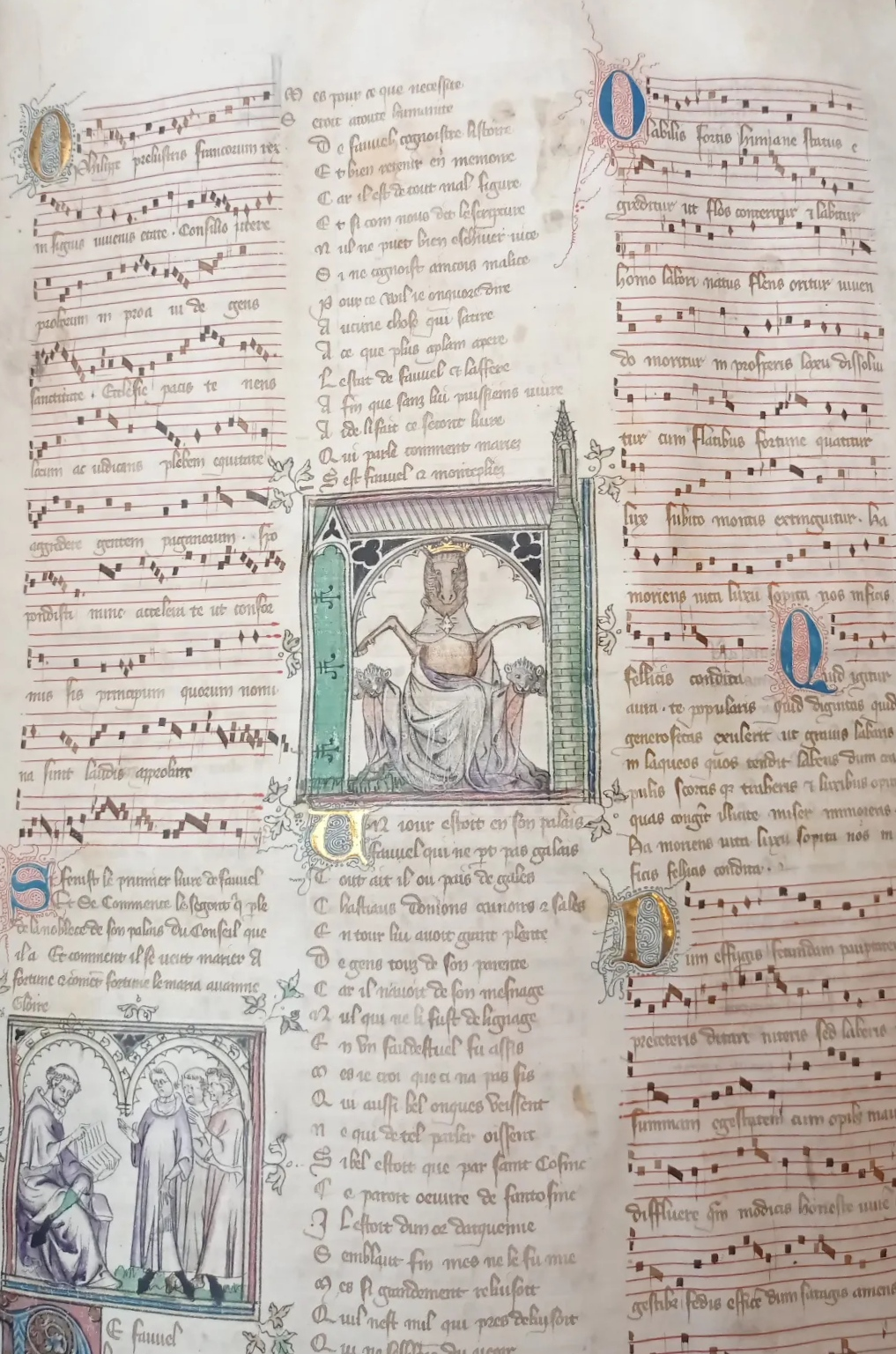
Fauvel assiso in trono (BnF fr. 146, f. 11r)

## Personaggi
Il racconto ha un netto taglio allegorico, a partire dal nome del protagonista, che, secondo le stesse parole dell'autore, è composto dalle parole faus e vel ('falso' e 'velo') e forma un acrostico, riassuntivo dei sette vizi di cui il personaggio è portatore: Flaterie (adulazione), Avarice (avarizia), Vilenie (scortesia), Varieté (incostanza), Envie (invidia) e Lacheté (viltà). In effetti, Fauvel è presentato come un vero e proprio emissario dell'Anticristo: «Tu sei l'araldo dell'Anticristo, / il suo messaggero e precursore», giunto sulla Terra per sovvertirne l'ordine e la morale. In tal senso, anche la scelta di raffigurarlo con un aspetto equino è volta a enfatizzare la sua natura perversa: l'animalità, nella cultura cristiana medievale, esprime l'antitesi della razionalità, che è invece il contrassegno dell'uomo, creato da Dio a sua immagine e somiglianza. Rappresentare Fauvel come un cavallo è dunque un modo per simboleggiare la sua completa estraneità all'esercizio della facoltà razionale, ovvero, per l'appunto, la sua betise.
La bestialità di Fauvel è ciò che gli preclude il matrimonio con Fortuna, la quale, in un certo senso, è l'unico altro personaggio rilevante del roman. Il matrimonio è auspicato da Fauvel proprio per tutelarsi dall'agire capriccioso di Fortuna, che, muovendo le sue due ruote a piacimento, decreta il successo e la rovina di ogni individuo. Non a caso sarà Fortuna a scegliere la moglie più adatta per Fauvel, Vanagloria, ch'egli accoglie subito e di buon grado. L'intervento di Fortuna è provvidenziale nel pieno senso della parola («Il mio nome esatto è Provvidenza»), in quanto risponde al volere di Dio, di cui ella è figlia. Pertanto, grazie a lei il disordine portato da Fauvel trova un freno, e torna chiaro come, a dispetto delle apparenze, il progetto divino continui inesorabilmente a realizzarsi, in una direzione che neanche Fauvel può controllare.

## Pièces lyriques
Il Roman de Fauvel tramandato dal manoscritto BnF fr. 146 è arrichito da circa 169 pièces lyriques, in francese e in latino, che riprendono direttamente l'argomento del testo, ripetendolo o glossandolo. Buona parte dei componimenti è attribua a Philippe de Vitry, ma si danno anche casi di testi liturgici "fauvellizzati", ovvero riadattati al tema del roman. Benché la maggior parte dei brani afferisca al genere del canto gregoriano, si riscontra una ampia varietà strutturale: da composizioni interamente monofoniche a pezzi polifonici più complessi, in cui possono essere cantati contemporaneamente testi in diverse lingue (per esempio una voce canta un testo latino, mentre un'altra canta un testo in francese). L'interesse di queste pièces è anche storico-musicologico, in quanto rappresentano i primi esempi documentati di componimenti in ars nova.

## Edizioni principali
- Avril François, Freeman Regalado Nancy, Roesner Edward H., Le Roman de Fauvel in the edition of Mesire Chaillou De Pesstain: a reproduction in facsimile of the complete manuscript Paris, Bibliotheque Nationale, Fond Francais 146, 1990, Broude Brothers, New York.
- Gervais du Bus, Le roman de Fauvel, publié d'apres tous les manuscrits connus par Arthur Långfors, 1968, Librairie de Firmin Didot et C., Paris.
- Gervais du Bus, Chaillou de Pestain, Roman de Fauvel, a cura di Margherita Lecco, 1998, Luni, Milano-Trento.
- Strubel Armand (par), Le Roman de Fauvel, 2012, Le Livre de Poche, Paris.

## Discografia
- Clemenic René (directeur), Le Roman de Fauvel, Harmonia Mundi, 1992.
- Cohen J. with D. Visse, A. Azema, Ensemble Project Ars Nova, The Boston Camerata, Le Roman de FauvelErato, 2005.
- Consort C., Le Roman de Fauvel, Harmonia Mundi, 1976.
- Studio der Fruhen Musik, Roman de Fauvel, EMI, 1972.